# École de Paris

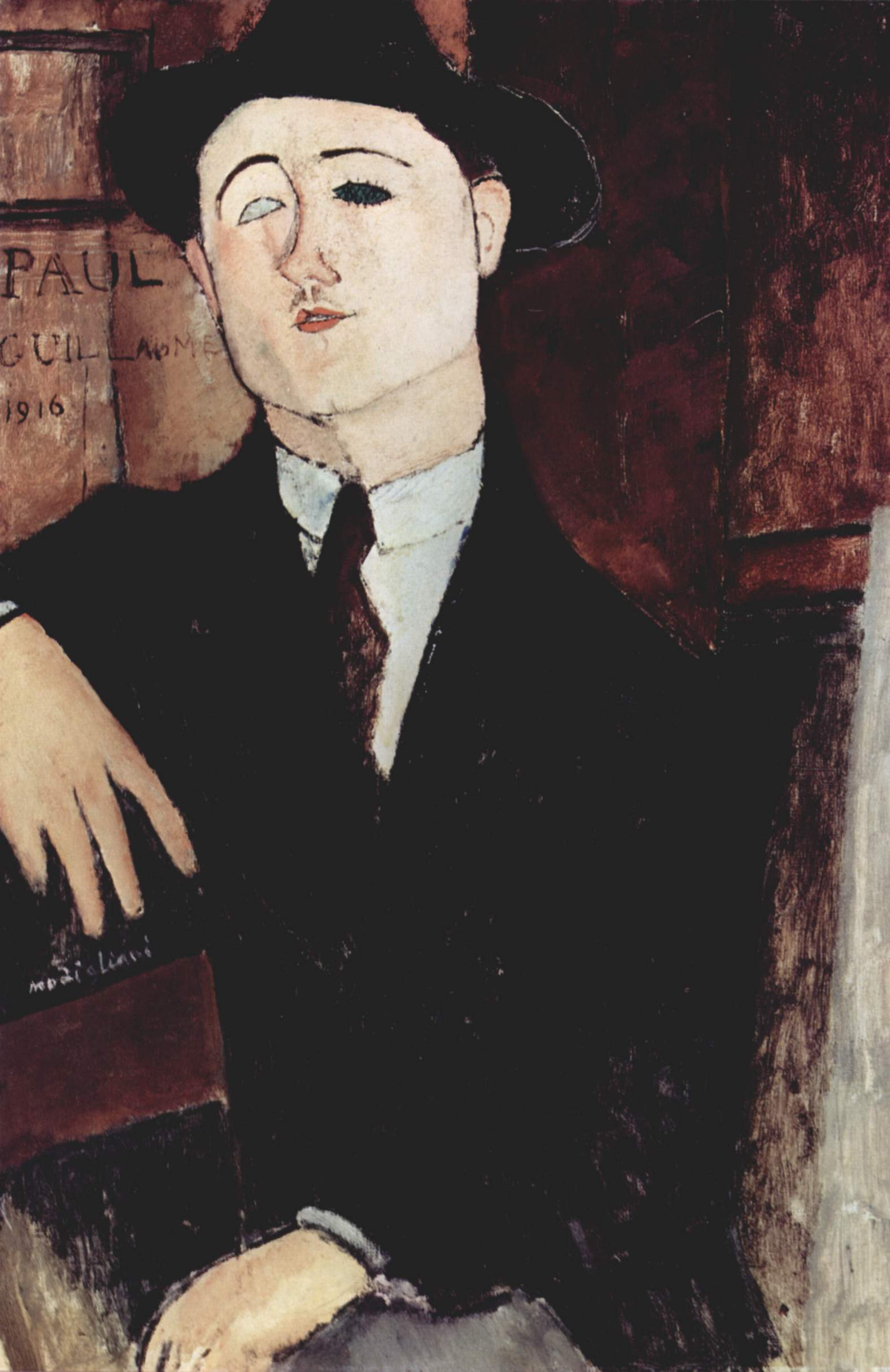
Amedeo Modigliani – Portret Paula Guillaume'a (1916)

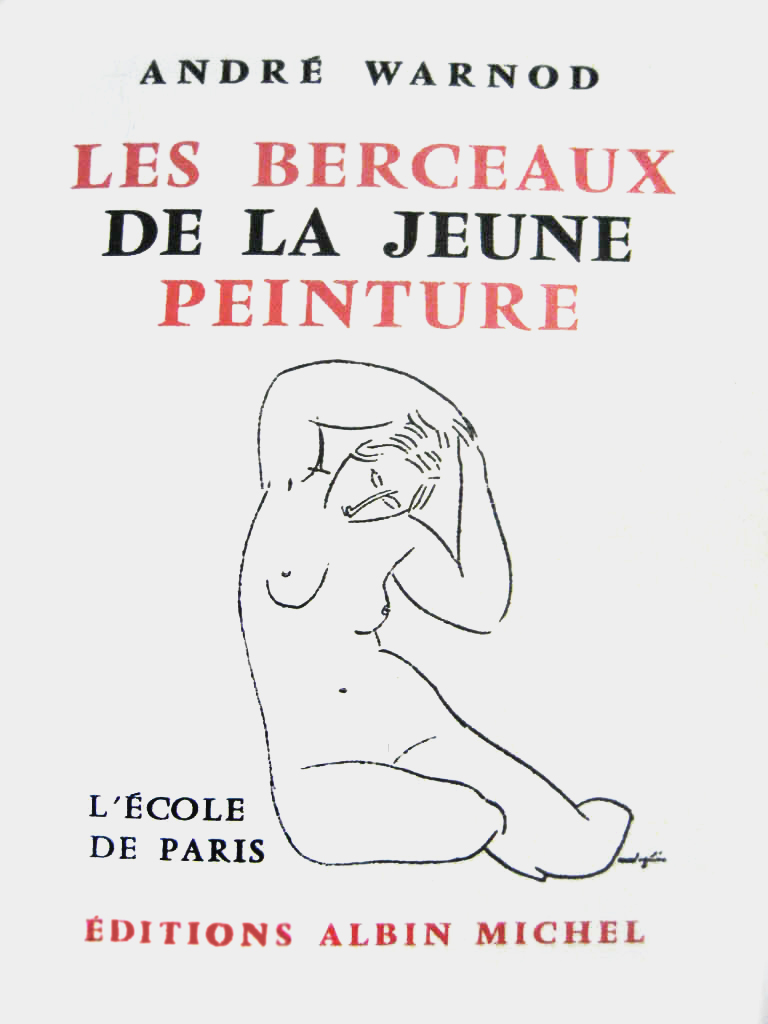
Okładka książki A. Warnoda Les berceaux de la jeune peinture (Paris 1925) poświęconej „szkole paryskiej”

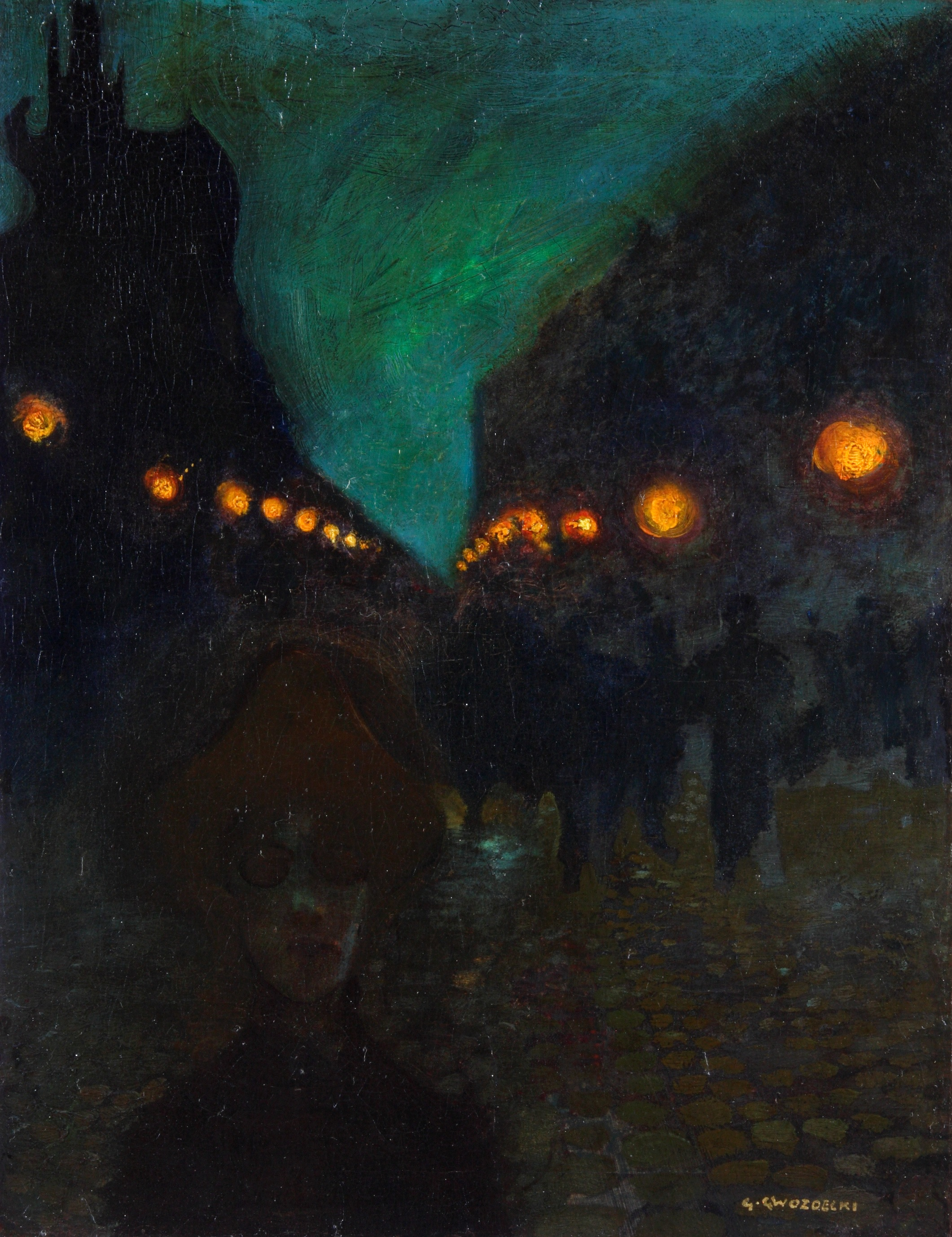
Gustaw Gwozdecki – Wieczorna tęsknota

École de Paris (fr. „szkoła paryska”) – nazwa stworzona w 1924 przez malarza i teoretyka sztuki Amédée Ozenfanta dla określenia nowych zjawisk w paryskim środowisku artystycznym, zaistniałych w związku z napływem cudzoziemców. Terminem tym umownie oznaczano zróżnicowane, wielonarodowe skupisko artystyczne ze znacznym udziałem twórców pochodzenia żydowskiego, czynne w Paryżu w okresie międzywojennym, a także później, po II wojnie światowej. Nie odnosił się on do żadnego określonego kierunku w sztuce, obejmując różne odmienne poglądy i postawy artystów oraz ich poszukiwania twórcze. 

## Geneza nazwy
W publicystyce nazwy tej jako pierwszy użył André Warnod 4 stycznia 1925 w artykule L'Etat et l'art vivant. Określenie École de Paris było też stosowane przez dwóch krytyków: Rene Huyghe'a i Jeana Rudela, którzy precyzyjniej rozdzielili je na następujące pojęcia: 
- première École de Paris, obejmujące malarzy, rzeźbiarzy i grafików, którzy przybyli do Paryża w latach 1905-1914;
- deuxième École de Paris, dotyczące artystów przybyłych do Paryża między rokiem 1918 a 1939.

## Twórcy
Do grona tego zaliczani są między innymi:
- Maurice Boitel
- Marc Chagall
- Tsuguharu Foujita
- Mojżesz Kisling
- Per Krohg
- Tadeusz Makowski
- Louis Marcoussis
- Amedeo Modigliani
- Mela Muter
- Jules Pascin
- Michel Sima (właśc. Michael Smajewski)
- Chaim Soutine
- Eugeniusz Eibisch
- Ossip Zadkine
- Eugeniusz Zak

Wśród twórców École de Paris znajdowali się reprezentanci różnych stylów: kubiści, ekspresjoniści, a także malarze, u których widoczny jest wpływ fowizmu. Większość z nich zamieszkiwało w tzw. "La Ruche" (fr. dosł. „Ul”) – budynku w paryskiej dzielnicy Montparnasse. Spotkania tej licznej grupy artystów odbywały się w kawiarni La Rotonde.
Za początek tworzenia się środowiska École de Paris uznawane jest przybycie do Paryża w roku 1905 Julesa Pascina. Rok później w Paryżu pojawił się Amedeo Modigliani, uchodzący za jednego z najbardziej znanych bywalców paryskiego świata artystycznego.
Dowodem na bliską zażyłość malarzy z tej grupy są pozostawione portrety przyjaciół z tego kręgu. Gottlieb wykonał portret ówczesnemu krytykowi Salmonowi, Kramsztyk uwiecznił Gottlieba, Zaka, Kislinga. Z kolei Zak – Gottlieba, Gwozdeckiego, Kramsztyka, Merkla. Amedeo Modigliani namalował Indenbauma, Foujitę, Lipchitza z żoną, Kislinga, Krémègme'a, Riverę, Soutine'a czy marszanda Zborowskiego; Chaim Soutine np. Indenbauma, a Maria Marevna wykonała m.in. zbiorowy portret artystów związanych z Montparnasse.

## Polacy i École de Paris
Spośród wielu przebywających wtedy w Paryżu Polaków tylko pewna część należała do École de Paris, np. Jan Wacław Zawadowski, który znał wielu artystów tego środowiska oraz Modiglianiego, po którego śmierci przejął pracownię. Inni Polacy to Włodzimierz Terlikowski (Vladimir de Terlikowski) i Gustaw Gwozdecki. Przed wybuchem II wojny światowej przyjechali do Paryża Jankiel Adler i Sasza Blonder – twórca Grupy Krakowskiej, lecz ponieważ środowisko École de Paris praktycznie wtedy już nie istniało, trudno zaliczyć ich do tej grupy.

## Montparnassei kawiarnie
Dzielnica ta była miejscem osiedlania się różnych twórców. Jej centrum było skrzyżowanie Vavin w miejscu przecięcia bulwarów Raspail i Montparnasse. Przy bulwarze Montparnasse znajdowały się znane ze spotkań artystów kawiarnie Le Dôme i La Rotonde.
Popularnym miejscem była kawiarnia Le Dôme, której bywalców określano jako dômiers. Z Polaków bywali tam Xawery Glinka, Henryk Hayden, Roman Kramsztyk, Henryk Kuna, Tadeusz Makowski, Eugeniusz Zak i Leopold Zborowski. Dla dômiers mistrzem był Henri Matisse. Środowisko kawiarni rozpadło się ok. 1914 roku.
La Rotonde była inną z ulubionych kawiarni artystów. Modigliani malował tam wiele naprędce szkicowanych portretów w zamian za alkohol lub niewielkie wynagrodzenie. Ilja Erenburg pisał o tym miejscu:
Pracowaliśmy nie w "Rotondzie", lecz w nie opalanych pracowniach, na poddaszach, w brudnych, nędznych pokojach umeblowanych, noszących miano hoteli. Przychodziliśmy do Rotondy dlatego, że coś nas do siebie nawzajem ciągnęło. Nie pociągały nas skandale, nie czerpaliśmy natchnienia ze śmiałych teorii estetycznych, po prostu garnęliśmy do siebie – jednoczyło nas poczucie wspólnej niedoli.[...] Potem historycy sztuki wymyślili etykietkę "Szkoła Paryska"; należałoby raczej powiedzieć: okrutna szkoła życia, bo tę właśnie szkołę przeszliśmy w Paryżu.

## La Ruche
Był to budynek zaprojektowany przez Gustava Eiffela, który po wystawie światowej w 1900 roku zamieniono na pracownie dla artystów; tam kierowała się większość z nich po przybyciu do Paryża. W ośmiokątnej, trzypiętrowej budowli pokrytej dachem w kształcie chińskiego kapelusza znajdowało się ok. 140 pomieszczeń o kształcie trójkąta, w których zimą panował ziąb, a dostęp do bieżącej wody był znikomy. Czynsze były niskie i wynosiły 50 franków rocznie. Jako pierwszy zamieszkał tam Marc Chagall, który jednak stronił od innych artystów.

## Académie Russe i inne szkoły
W roku 1911 powstała Académie Russe, która wyłoniła się z Wolnej Szkoły utworzonej w 1910 roku. Miała dwie pracownie: rzeźby i malarstwa, i była wolnym przedsięwzięciem, bez stałych nauczycieli. W 1912 roku miała 83 studentów; na zajęcia w niej uczęszczał też Modigliani. Oprócz niej w Paryżu działały inne szkoły artystyczne: Académie Colarossi czy Académie de la Grande-Chaumière.

### Literatura dodatkowa
- Artyści École de Paris ze zbiorów Muzeum Uniwersyteckiego w Toruniu (opr. Sławomir Majoch). Informator wystawy. Muzeum w Gliwicach 29 maja-31 lipca 2011, Gliwice 2011, ISBN 978-83-89856-35-7 (dostępne na: isuu.com).